# Sergiu Mocanu
Sergiu Mocanu (n. 6 iunie 1961, Ciobalaccia, raionul Cantemir, Republica Moldova) este un politician din Republica Moldova, președintele Partidului „Republica Unirii”. Între anii 1994-1997 și 1998-2001 este deputat în Parlamentul Republicii Moldova. Între anii 2004-2007 este consilierul prezidențial cu misiuni speciale al președintelui Vladimir Voronin. El este și pilot și parașutist, președinte al Aeroclubului din Chișinău.

## Biografie
Sergiu Mocanu a fost născut la 6 iunie 1961 în satul Ciobalaccia, raionul Cantemir, RSS Moldovenească în familia lui Ion și Nina Mocanu. Tatăl său Ion Mocanu a fost președintele consiliului sătesc, iar mama lui Nina era învățătoare. A absolvit Facultatea de fizică și matematică a Universității Pedagogice din Tiraspol. A activat în calitate de profesor școlar, director de școală, șef al Direcției raionale cultură, vicepreședinte al Comitetului executiv raional. 
În anul 1992, în calitate de comandant-adjunct de companie în trupele de carabinieri a luptat în Transnistria. A fost rănit și ulterior decorat cu Ordinul Ștefan cel Mare.
În anii 1994-1998 a fost redactor al săptămânalului “Țara” și unul din liderii Frontului Popular Creștin Democrat (FPCD).
Din 1994 până în 1997 devine deputat în Parlamentul Republicii Moldova, ales pe listele Frontului Popular Creștin Democrat, iar apoi din 1998 până în 2001 devine deputat în Parlamentul Republicii Moldova, ales pe listele Blocului electoral „Convenția Democrată din Moldova” fiind membrul FPCD-ului. La 24 noiembrie 1998 a fost exclus din FPCD. Din 1998 până în 2003, a fost unul dintre liderii Partidului Renașterii și Concilierii din Moldova (din 2002 – Partidul Liberal).
În anul 2002 candidează la funcția de președinte al Partidului Liberal, însă pierde această funcție în fața contracandidatului său Veaceslav Untilă.
Din 2 februarie 2004 până în 26 iunie 2007 a fost consilier prezidențial cu misiuni speciale în perioada președintelui Vladimir Voronin.
După ce a plecat de la președinție Sergiu Mocanu se ocupă de lansarea Mișcării Acțiunea Populară. În dată de 23 decembrie 2007 a avut loc congresul de constituire a partidului politic. Cu toate acestea Ministerul Justiției a refuzat să înregistreze partidul.
În septembrie 2008 pe numele fiilor lui Sergiu Mocanu (Adrian și Roman) pe motiv de huliganism. Ulterior în data de 29 martie 2012 prima instanță i-a găsit pe ambii frați vinovați, și i-a condamnat să plătească amendă fiecare câte 500 de unități convenționale (10.000 de lei moldovenești). În data de 28 noiembrie 2013 Colegiul penal al Curții de Apel Chișinău l-a găsit nevinovat doar pe fiul mai mare (Roman). În rest sentința a rămas neschimbată. În data de 27 mai 2014 Curtea Supremă de Justiție a emis decizia de a-l elibera pe Adrian Mocanu de sub răspundere penală pe motiv de expirarea termenului de tragere la răspundere penală.
Sergiu Mocanu a anunțat că dosarul fiilor lui a fost pornit la comanda președintelui Vladimir Voronin.
După Protestele de la Chișinău din 2009 Sergiu Mocanu a fost arestat în data de 8 aprilie 2009 pentru organizarea dezordinilor în masă. Sergiu Mocanu a declarat, că și acest dosar a fost pornit la comanda președintelui Voronin. Cauza lui Sergiu Mocanu a fost transmisă la Curtea Europeană pentru Drepturile Omului. În data de 31 iulie 2009 Sergiu Mocanu a fost eliberat de sub arest.
În data de 29 iulie 2010 Sergiu Mocanu publică un articol pe blogul său, cu care și-a anunțat lupta cu mafie, capul căreia ar fi omul de afaceri Vladimir Plahotniuc. În afară de asta Sergiu Mocanu i-a acuzat pe mulți funcționari publici, că ei acționează în favoarea Plahotniuc. Drept urmare Sergiu Mocanu a fost dat în judecată de către Vladimir Plahotniuc, șeful Centrului de Combatere a Crimelor Economice și Corupție Viorel Chetraru, procurorul general Valeriu Zubco și Ministrul al Tehnologiei Informaționale și Comunicațiilor al Republicii Moldova Alexandru Oleinic. Sergiu Mocanu a pierdut toate cauzele și a rămas dator să plătească pagube acestor persoane. Din moment ce Sergiu Mocanu nu era capabil să le plătească, averea lui a fost sechestrată și rămâne a fi sechestrată. Sergiu Mocanu nu a indeplinit și nici nu are de gând să o indeplinească, deoarece după părerea lui Mocanu acele hotărâri au fost pronunțate la comanda lui Plahotniuc.
În povestea luptei cu mafia lui Plahotniuc Sergiu Mocanu i-a indemnat pe liderii partidelor de guvernare de orientare pro-occidentală să se dezică de Plahotniuc. Drept urmare guvernarea și-a manifestat dezinteresul pentru acest caz. Ei au catalogat drept reglări de conturi dintre Plahotniuc și Victor și Viorel Țopa, despre care se vehicula că ar sta în spatele lui Sergiu Mocanu, iar liderul Alianței „Moldova Noastră” Serafim Urechean l-a acuzat pe Mocanu, că acesta a rămas să fie consilierul liderului Partidulul Comuniștilor din Republica Moldova Vladimir Voronin, făcând aluzie că Sergiu Mocanu încerca să discrediteze Alianța pentru Integrare Europeană la comanda lui Voronin.
La alegerile parlamentare 2010 Sergiu Mocanu a devenit liderul listei de candidați al Partidului pentru Neam și Țară (PpNȚ). Partidul a acumulat 4.819 de voturi (0,28 %) și nu a depășit pragul electoral de 4 %.
La sfârșitul anului 2010 Sergiu Mocanu a format grupul de inițiativă pentru crearea Mișcării Populare Antimafie (MPA). 
La congresul de constituirea al Mișcării Populare Antimafie din 6 martie 2011 a fost ales președintele partidului.
De la sfârșitul anului 2011 Sergiu Mocanu își lansează o emisiune pe site-ul antimafie.md, care se numește "În direct cu Sergiu Mocanu" și care are loc în fiecare zi de miercuri la ora 20:30. Emisiunea este de autor, este în stilul monolog, și în această emisiune Sergiu Mocanu comentează evenimentele politice și non-politice din Moldova și lume, care au loc în prezent și care au avut loc în trecut. De asemenea Sergiu Mocanu răspunde la întrebările, care pot fi adresate de spectatori.
În data de 6 ianuarie 2013 Sergiu Mocanu anunță despre săvârșirea omorului de la Rezervația științifică Pădurea Domnească. Cazul a fost de rezonanță, pentru că în urmă aflării despre caz pe o perioadă s-a creat o criză politică.
La alegerile parlamentare 2014 Sergiu Mocanu a devenit liderul listei de candidați al Mișcării Populare Antimafie (MPA). Partidul a acumulat 27.846 (1,74 %) și nu a depășit pragul electoral de 6 %.
În luna ianuarie 2018 Sergiu Mocanu a fost dat în judecată de către Președintele Republicii Moldova Igor Dodon, pentru că Sergiu Mocanu a declarat, că Igor Dodon i-a vândut lui Vladimir Plahotniuc funcția de director general a societății pe acțiuni Moldovagaz. Ce-i drept despre această tranzacție Sergiu Mocanu a declarat încă în luna februarie 2017.
În luna februarie 2018 Sergiu Mocanu a fost dat în judecată de către Iulian Chifu - fostul consilier al Președintelui României Traian Băsescu, pentru că Sergiu Mocanu l-a acuzat pe Iulian Chifu de loialitatea față lui de Vladimir Plahotniuc.
La alegerile parlamentare 2019 Sergiu Mocanu a devenit liderul listei de candidați al Mișcării Populare Antimafie (MPA). Partidul a acumulat 8.633 (0,61 %) și nu a depășit pragul electoral de 6 %.
Este căsătorit cu Nadeja Mocanu și are 2 copii. El este nașul de cununie al cuplului de jurnaliști Rodica Ciorănică și Sergiu Gavriliță, fondatori ai revistei VIP Magazin.